# ميمون دز
ميمون دِز اسم لقلعة إسماعيلية نزارية رئيسية في شمال إيران.
شيدت القلعة بين الأعوام 490 - 520 هـ أو بعد ذلك بفترة. قيل بأنها كانت تقع شمال قرية تعرف باسم «شمس کلایه» وغرب ألموت. كانت ميمون دِز مقر إقامة آخر أسياد ألموت، ركن الدين خورشاه، في زمن الغزو المغولي. وهناك استسلم خورشاه للمغول الذين صعدوا إلى القلعة وهدوموها سنة 654 هـ.